# Бережко-Камінська Юлія Миколаївна
Ю́лія Микола́ївна Бережко-Камінська (* 1982, Чорнобаївка, Білозерський р-н, Херсонська обл.) — українська письменниця, журналістка та редакторка, членкиня Національної спілки письменників України. Секретарка Національної спілки письменників України по роботі з молодими авторами.

## Життєпис
У дитинстві закінчила музичну школу (клас фортепіано).
З 1998 по 2000 навчалася в Академічному ліцеї при Херсонському державному педагогічному університеті, в 2000—2006 — студентка КНУ ім. Т.Шевченка Інституту журналістики. Магістр журналістики.
З 2008 по 2010 вона художня керівниця Центру культури «Уваровський дім»  в смт Ворзель Київської області. З 2009—2012 навчається в аспірантурі КНУ ім. Т. Шевченка Інституту журналістики. 
У 2011—2012 працює директором Центрального будинку культури в  м. Ірпінь, у 2011—2012 є керівницею культурно-просвітницького проєкту "Мистецький центр «Камертон». Далі очолює редакції журналу «Пульсар Приірпіння» (2012—2015), газет «Про Ірпінь» (2014—2015), «Ірпінський вісник» (2015—2019).
Із листопада 2019 — секретарка Національної спілки письменників України по роботі з молодими авторами, очолює «Кабінет молодого автора НСПУ». Водночас із травня 2020 по січень 2021 р. — менеджерка по зв'язках із громадськістю Міжнародної компанії з high-tech-рекрутингу «Jobian» (Великобританія, (Лондон), Україна (Київ)).
Членкиня Міжнародної організації «Жінки за мир в усьому світі».
Одружена, має двох дітей. Проживає в місті Буча Київської області.

## Творчість
Авторка 8-ми книжок поезій («Є задля чого нам жити» (2000), «Контрасти» (2009), «Між видихом і вдихом» (2010), «Так хочеться жити» (2014), «Пошепки і вголос» (2016), «Сад: зриме і незриме» (2016), «Невідворотне» (2019), «Гравітація слова» (2022); співавторка (з Іваном Степуріним) книжки «Віктор Чукарін: непереможний».
Книжки «Пошепки і вголос» та «Невідворотне» номіновані на здобуття Національної премії України імені Тараса Шевченка (2017 р. та 2020 р.)
Співавторка понад 65 спільних літературних видань.
Упорядниця та літературна редакторка книги віршів «Римований Ірпінь» (2018 р.), «Поетичне метро» (2020 р.), антології поезії молодих авторів України «Молоді імена» (2020 р.), збірки новел та есе «WorkStory: робота у фокусі літератури», антології воєнної лірики «Римова. Війна», збірки «Україна: пекельний 22-й. Народний щоденник».
Друкувалася у всеукраїнських, обласних та місцевих ЗМІ та літературних виданнях — понад 500 публікацій.
Окремі поезії перекладені англійською, французькою, іспанською, іспанською, болгарською, польською, білоруською та російською мовами.
У співавторстві з композитором Ігорем Покладом написаний «Гімн Ворзеля» та «Ворзельський вальс», а також понад 50 текстів покладено на музику різними авторами, зокрема й народним артистом України В'ячеславом Самофаловим.
Засновниця і керівниця Міжнародного проєкту «Музично-поетичний салон „Камертон“ (2020 р.);
Засновниця і керівниця Міжнародного конкурсу новел та есе „WorkStory: робота у фокусі літератури“ (Україна — США) (2021 р.);
Засновниця і керівниця всеукраїнського проєкту „Сильні та натхненні: історії, які допомагають долати труднощі“ (2021 р.);
Модераторка проєкту Національної спілки письменників України та Національного музею літератури України „Майстри слова“ (з жовтня 2019 р.);
Членкиня журі всеукраїнських літературних конкурсів;

## Відзнаки
- державна нагорода: Подяка Міністра культури та інформаційної політики України за вагомий внесок у збагачення української літератури та високий професіоналізм (2021 р.);
- спецвідзнака Європейської академії наук, мистецтв і літератури (2022 р.);
- переможниця конкурсу Київської обласної держадміністрації „Людина року“ у номінації „Молодий журналіст року“ (2014 р.);
- володарка спеціальної відзнаки від Мистецької агенції Територія А» Анжеліки Рудницької на Міжнародному літературному конкурсі «Коронація слова» за поетичний твір «Вітер у вітах дрімає впокорено» (Київ, 2019 р.);
- лауреатка Всеукраїнських літературних премій імені Олександра Олеся (2020 р.), Анатолія Криловця (2020 р.), Івана Дробного та Василя Скуратівського (2019 р.) за книгу поезій «Невідворотне»; «Літературний Олімп» (2017 р.);
- спеціальна премія імені православного поета Валентина Нікітіна, Дипломом переможця конкурсу від імені Спілки письменників Грузії за високу письменницьку майстерність та Дипломом Європейського конгресу літераторів (Чехія) за найкращу конкурсну роботу українською мовою за результатами Міжнародного літературного конкурсу «Сузір'я Духовності», номінація «Поезія» (2017);
- переможниця міжнародних поетичних конкурсів та фестивалів: «Чатує в століттях Чернеча гора», «Зірка Різдва», «Сінані-фест», «Пристань менестрелів» та ін.;
- переможниця та володарка гран-прі всеукраїнських літературних конкурсів: ім. Григора Тютюнника (2017 р.); «Відродження поезії — 2017», «VivArt», «Просто на Покрову», «Лицарі слова», «Театральний форум — 2016» та ін.
- лауреатка Міжнародного фестивалю поезії «Сінані-фест» (Ялта, 2009),
- лауреатка 5-го Поэтического фестиваля «Пристань менестрелей» (Балаклава-2008),
- дипломантка Міжнародного конкурсу кращих українських творів молодих літераторів «Гранослов» (2008 р.)
- лауреатка Всеукраїнського конкурсу молодих драматургів «Віримо!».